# Purple Haze
A Purple Haze stúdiómunkája Jimi Hendrix számára az egyik legnehezebb illetve a szokásosnál sokkal küzdelmesebbnek bizonyult. Csak a dalra szántak négy órát. 1967. január 11-én két előadást tartottak a London városában található Bag O'Nails Beat Clubban. A Purple Haze szövegét Jimi két héttel előbb, egy színpadi öltözőben vetette  papírra. A köztudatban a dal máig is szorosan kapcsolódik az LSD-hez, míg Jimi úgy mesélte, hogy egy álomból merítette az ihletet.